# Cycloidesbank
Die Cycloidesbank kennzeichnet einen 0,3–0,4 m starken Schalenkalk von grauer bis blaugrauer Farbe des oberen Muschelkalks, der sehr fest ist.
Der Muschelkalk (Schillkalk) mit zahlreichen Schalen der Meeresarmfüßler (Brachiopoden) Coenothyris cycloides (Terebratulida) Coenothyris vulgaris Zenker (1836). Er ist aus dem Zeitalter des Trias hervorgegangen. Die in dieser Schicht anzutreffenden Fossilien weisen zumeist einen seidigen Glanz auf. Die Cycloidesbank war ein beliebter Baustoff, der beispielsweise am Sockel des vor der Herderkirche in Weimar befindlichen Herderdenkmals, der Friedensbrücke, der Sternbrücke und der Tiefurter Brücke zur Anwendung kam. Dieser Kalk ist hauptsächlich in Süddeutschland zu finden, aber auch in Rheinland-Pfalz. Er ist aber auch in Thüringen sehr verbreitet. Er findet sich zudem in Polen vor. So wurde er in den Steinbrüchen bei Gelmeroda bei Weimar gebrochen. Zahlreich wurde dieser Stein auch wegen seiner Festigkeit als Straßenpflaster verwendet.
Siehe:
- Ehemaliger Muschelkalkbruch südsüdwestlich von Dettelbach